# Failly
Failly és un municipi francès, al departament del Mosel·la i a la regió del Gran Est. L'any 2007 tenia 565 habitants.

## Demografia

### Població
El 2007 la població de fet de Failly era de 565 persones. Hi havia 204 famílies, de les quals 36 eren unipersonals (20 homes vivint sols i 16 dones vivint soles), 76 parelles sense fills, 84 parelles amb fills i 8 famílies monoparentals amb fills.
La població ha evolucionat segons el següent gràfic:
Habitants censats

### Habitatges
El 2007 hi havia 218 habitatges, 210 eren l'habitatge principal de la família, 1 era una segona residència i 7 estaven desocupats. 206 eren cases i 12 eren apartaments. Dels 210 habitatges principals, 194 estaven ocupats pels seus propietaris, 15 estaven llogats i ocupats pels llogaters i 1 estava cedit a títol gratuït; 2 tenien una cambra, 1 en tenia dues, 11 en tenien tres, 47 en tenien quatre i 149 en tenien cinc o més. 195 habitatges disposaven pel capbaix d'una plaça de pàrquing. A 75 habitatges hi havia un automòbil i a 129 n'hi havia dos o més.

### Piràmide de població
La piràmide de població per edats i sexe el 2009 era:
| Homes | Edats   | Dones |
| ----- | ------- | ----- |
| 0     | 95 o +  | 0     |
| 0     | 90 a 94 | 0     |
| 0     | 85 a 89 | 0     |
| 0     | 80 a 84 | 4     |
| 16    | 75 a 79 | 8     |
| 4     | 70 a 74 | 4     |
| 4     | 65 a 69 | 4     |
| 24    | 60 a 64 | 12    |
| 4     | 55 a 59 | 12    |
| 16    | 50 a 54 | 32    |
| 12    | 45 a 49 | 8     |
| 24    | 40 a 44 | 28    |
| 36    | 35 a 39 | 28    |
| 12    | 30 a 34 | 20    |
| 4     | 25 a 29 | 12    |
| 12    | 20 a 24 | 12    |
| 24    | 15 a 19 | 16    |
| 8     | 10 a 14 | 36    |
| 24    | 5 a 9   | 28    |
| 16    | 0 a 4   | 8     |

## Economia
El 2007 la població en edat de treballar era de 385 persones, 283 eren actives i 102 eren inactives. De les 283 persones actives 273 estaven ocupades (140 homes i 133 dones) i 10 estaven aturades (6 homes i 4 dones). De les 102 persones inactives 52 estaven jubilades, 30 estaven estudiant i 20 estaven classificades com a «altres inactius».

### Ingressos
El 2009 a Failly hi havia 209 unitats fiscals que integraven 591,5 persones, la mediana anual d'ingressos fiscals per persona era de 22.613 €.

### Activitats econòmiques
Dels 12 establiments que hi havia el 2007, 1 era d'una empresa de fabricació d'altres productes industrials, 1 d'una empresa de construcció, 2 d'empreses de comerç i reparació d'automòbils, 2 d'empreses de transport, 4 d'empreses de serveis i 2 d'empreses classificades com a «altres activitats de serveis».
Dels 3 establiments de servei als particulars que hi havia el 2009, 1 era un paleta, 1 fusteria i 1 lampisteria.
L'únic establiment comercial que hi havia el 2009 era una botiga de menys de 120 m².
L'any 2000 a Failly hi havia 6 explotacions agrícoles que ocupaven un total de 390 hectàrees.

## Equipaments sanitaris i escolars
El 2009 hi havia una escola maternal integrada dins d'un grup escolar amb les comunes properes formant una escola dispersa.

## Poblacions més properes
El següent diagrama mostra les poblacions més properes.